# Grand Prix automobile de St. Petersburg
Le Grand Prix de St. Petersburg est une épreuve de course automobile disputée une fois par an sur le circuit urbain de St. Petersburg, en Floride, États-Unis, dans le cadre du championnat IndyCar. En 2009, puis de 2011 à 2019, le Grand Prix de St. Petersburg est la manche d'ouverture de l'Indycar. De 2007 à 2009, le week-end du Grand Prix comporte également une épreuve des American Le Mans Series (ALMS).

## Circuits
- Bayfront Course
- Tropicana Field
- Bayfront Course (tracé modifié)

Le tracé de 1985 à 1991.
Le tracé de 1996 à 2000.
Le tracé depuis 2003.

## Histoire
Les courses automobiles à St. Petersburg datent de 1985, époque ou le championnat SCCA Trans-Am Series organise une course sur un tracé provisoire au bord de l'eau jusqu'en 1990. Les habitants étaient gênés et se plaignaient du bruit engendré par les courses, l'événement fut mis entre parenthèses.
En 1996 et 1997, le Grand Prix de St. Petersburg est organisé sur un circuit tracé autour du stade Tropicana Field l'événement a du succès mais les courses (Trans-Am) sont peu attractives.
En 2003, le Grand Prix de St. Pete revient au calendrier dans le cadre du Champ Car sur une version modifiée du premier circuit en bordure de mer, cette édition voit la victoire du Canadien Paul Tracy. La série Trans-Am, épreuve phare jusqu'alors, est reléguée au rang de course de support.
En 2004, la course n'est pas organisée à cause d'une dispute entre les promoteurs. Les organisateurs du circuit se tournent alors vers une autre catégorie : l'IndyCar Series. Le GP est alors la seule course d'IndyCar non disputée sur circuit ovale et d'autres courses de ce type viendront s'ajouter au calendrier les années suivantes. L'édition 2005 est remportée par Dan Wheldon.
En 2006 et en 2007, le podium est identique : Hélio Castroneves s'impose devant Scott Dixon et Tony Kanaan.
En 2008, Graham Rahal, pilote de l'écurie Newman Haas Lanigan Racing, entre dans l'histoire de la discipline. N'ayant pas participé à la première manche de la saison, à Homestead, il fait ses débuts à St. Petersburg et remporte la course. Cette victoire est également historique car les trente-sept courses précédentes avaient été remportées soit par un pilote du Team Penske, du Target Chip Ganassi Racing ou de l'Andretti Green Racing. Il fallait en effet remonter au 14 août 2005 avec la victoire de Scott Sharp pour l'écurie Fernandez Racing au Kentucky Speedway pour voir un pilote n'appartenant à l'une de ces trois écuries triompher.
En 2009, Ryan Briscoe remporte la course devant Ryan Hunter-Reay qui, quelques jours plus tôt, était sans volant et pensait renoncer à participer à la saison.

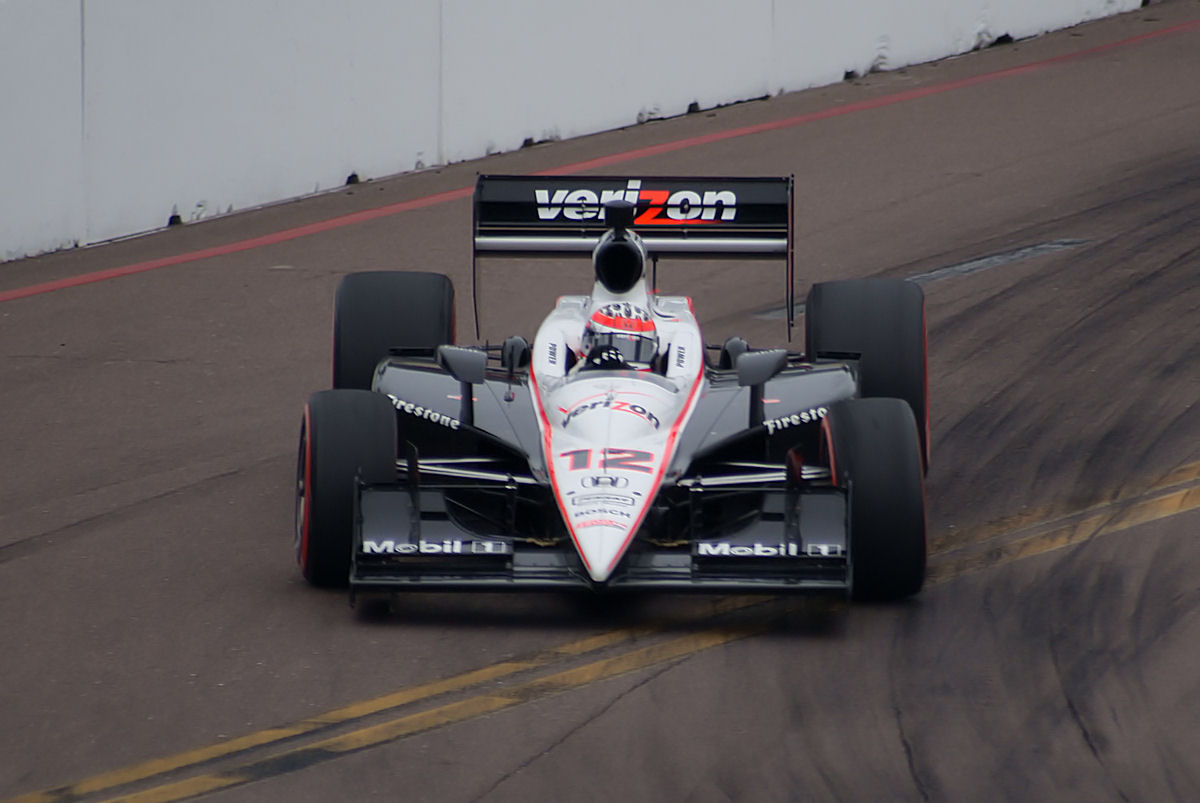
Will Power lors de l'édition 2010 qu'il remporte.

En 2010, le Grand Prix de St. Petersburg est la deuxième épreuve de la saison. Vainqueur de la manche inaugurale à Rio, Will Power récidive en Floride et réalise des débuts en fanfare au sein de sa nouvelle écurie, Team Penske.
En 2011, le double champion d'Indycar en titre, Dario Franchitti, remporte la course. Pour son retour aux États-Unis après un passage en Formule 1, Sébastien Bourdais est non-partant pour la course après un accident lors du warm-up,.
En 2012, Hélio Castroneves s'impose et renoue avec le succès pour la première fois depuis deux ans en Indycar. Il offre à Chevrolet, nouveau motoriste dans la discipline sa première victoire dès son premier engagement. Cette course marque également les débuts dans la série de l'ancien pilote de Formule 1, Rubens Barrichello, qui se classe dix-septième,.
En 2013, le Canadien James Hinchcliffe remporte la course et par la même occasion sa première victoire en Indycar,.
En 2014, Will Power remporte le Grand Prix et en profite pour signer une troisième victoire consécutive en Indycar puisqu'il avait remporté les deux dernières courses de la saison 2013.
En 2015, Juan Pablo Montoya s'impose devant son coéquipier Will Power, permettant à l'écurie Penske de réaliser le doublé,.
En 2016, Penske réalise à nouveau le doublé avec une nouvelle victoire de Juan Pablo Montoya mais cette fois-ci, devant Simon Pagenaud.
En 2017, Sébastien Bourdais remporte la course devant Simon Pagenaud, offrant à la France le premier doublé de son histoire en Indycar.
En 2018, Sébastien Bourdais s'impose de nouveau, profitant d'un accrochage entre les deux leaders, le rookie Robert Wickens et Alexander Rossi, à deux tours de l'arrivée.
En 2019, Josef Newgarden devant Scott Dixon et Will Power,,.
Le Grand Prix de St. Petersburg figure au calendrier 2020 de l'Indycar à la date du 15 mars mais est reporté au 25 octobre raison de la Pandémie de Covid-19 en tant que dernière épreuve de la saison,,,.

## Palmarès

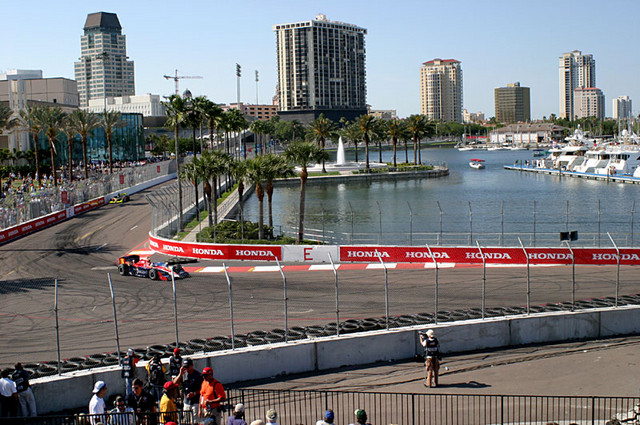
GP IndyCar en 2006

| Année     | Vainqueur      | Voiture          | Championnat     | Résultats     |
| 1985      | Willy T. Ribbs | Mercury          | Trans-Am Series | Résultats     |
| 1986      | Pete Halsmer   | Mercury          | Trans-Am Series | Résultats     |
| 1987      | Scott Pruett   | Mercury          | Trans-Am Series | Résultats     |
| 1988      | Walter Röhrl   | Audi             | Trans-Am Series | Résultats     |
| 1989      | Irv Hoerr      | Oldsmobile       | Trans-Am Series | Résultats     |
| 1990      | Chris Kneifel  | Chevrolet        | Trans-Am Series | Résultats     |
| 1991-1995 | Pas de course  | Pas de course    | Pas de course   | Pas de course |
| 1996      | Ron Fellows    | Chevrolet Camaro | Trans-Am Series | Résultats     |
| 1997      | Tommy Kendall  | Ford Mustang     | Trans-Am Series | Résultats     |
| 1998-2002 | Pas de course  | Pas de course    | Pas de course   | Pas de course |

### Palmarès en Indycar Series
| Année                  | Date          | Pilote                 | Écurie                     | Châssis       | Moteur               | Pneus         | Distance      | Distance      | Temps           | Vitesse moyenne (km/h) | Résultats     |               |
| Année                  | Date          | Pilote                 | Écurie                     | Châssis       | Moteur               | Pneus         | Tours         | km            | Temps           | Vitesse moyenne (km/h) | Résultats     |               |
| Champ Car World Series |               |                        |                            |               |                      |               |               |               |                 |                        |               |               |
| 2003                   | 23 février    | Paul Tracy             | Forsythe Racing            | Lola B02/00   | Ford–Cosworth XFE    | Bridgestone   | 105           | 305,18        | 2 h 04 min 28 s | 147,096                | Résultats     |               |
| 2004                   | Pas de course | Pas de course          | Pas de course              | Pas de course | Pas de course        | Pas de course | Pas de course | Pas de course | Pas de course   | Pas de course          | Pas de course | Pas de course |
| IndyCar Series         |               |                        |                            |               |                      |               |               |               |                 |                        |               |               |
| 2005                   | 3 avril       | Dan Wheldon            | Andretti Green Racing      | Dallara       | Honda                | Firestone     | 100           | 290           | 2 h 09 min 54 s | 133,80                 | Résultats     |               |
| 2006                   | 2 avril       | Hélio Castroneves      | Team Penske                | Dallara       | Honda                | Firestone     | 100           | 290           | 1 h 56 min 58 s | 148,61                 | Résultats     |               |
| 2007                   | 1er avril     | Hélio Castroneves (2)  | Team Penske (2)            | Dallara       | Honda                | Firestone     | 100           | 290           | 2 h 01 min 07 s | 143,499                | Résultats     |               |
| 2008                   | 6 avril       | Graham Rahal           | Newman/Haas/Lanigan Racing | Dallara       | Honda                | Firestone     | 83            | 240,4         | 2 h 00 min 44 s | 119,495                | Résultats     |               |
| 2009                   | 5 avril       | Ryan Briscoe           | Team Penske (3)            | Dallara       | Honda                | Firestone     | 100           | 290           | 2 h 12 min 27 s | 131,229                | Résultats     |               |
| 2010                   | 29 mars       | Will Power             | Team Penske (4)            | Dallara       | Honda                | Firestone     | 100           | 290           | 2 h 07 min 06 s | 136,754                | Résultats     |               |
| 2011                   | 27 mars       | Dario Franchitti       | Chip Ganassi Racing        | Dallara       | Honda                | Firestone     | 100           | 290           | 2 h 01 min 00 s | 143,65                 | Résultats     |               |
| 2012                   | 25 mars       | Hélio Castroneves (3)  | Team Penske (5)            | Dallara DW-12 | Chevrolet UAK-12     | Firestone     | 100           | 290           | 1 h 59 min 51 s | 145,023                | Résultats     |               |
| 2013                   | 24 mars       | James Hinchcliffe      | Andretti Autosport (2)     | Dallara DW-12 | Chevrolet UAK-12     | Firestone     | 110           | 319           | 2 h 22 min 13 s | 134,443                | Résultats     |               |
| 2014                   | 30 mars       | Will Power (2)         | Team Penske (6)            | Dallara DW-12 | Chevrolet UAK-12     | Firestone     | 110           | 319           | 2 h 06 min 58 s | 150,590                | Résultats     |               |
| 2015                   | 29 mars       | Juan Pablo Montoya     | Team Penske (7)            | Dallara DW-12 | Chevrolet CAK-15     | Firestone     | 110           | 319           | 2 h 16 min 58 s | 139,586                | Résultats     |               |
| 2016                   | 13 mars       | Juan Pablo Montoya (2) | Team Penske (8)            | Dallara DW-12 | Chevrolet CAK-16 (5) | Firestone     | 110           | 319           | 2 h 13 min 28 s | 143,241                | Résultats     |               |
| 2017                   | 12 mars       | Sébastien Bourdais     | Dale Coyne Racing          | Dallara DW-12 | Honda HAK-16         | Firestone     | 110           | 319           | 2 h 04 min 32 s | 153,517                | Résultats     |               |
| 2018                   | 11 mars       | Sébastien Bourdais (2) | Dale Coyne Racing (2)      | Dallara DW-12 | Honda UAK-18 (9)     | Firestone     | 110           | 319           | 2 h 17 min 48 s | 138,737                | Résultats     |               |
| 2019                   | 10 mars       | Josef Newgarden        | Team Penske (9)            | Dallara DW-12 | Chevrolet UAK-18 (6) | Firestone     | 110           | 319           | 2 h 04 min 18 s | 153,808                | Résultats     |               |
| 2020                   | 25 octobre    | Will Power (3)         | Team Penske (10)           | Dallara DW-12 | Chevrolet UAK-18 (6) | Firestone     | 100           | 290           | 2 h 06 min 13 s | 137,715                | Résultats     |               |
| 2021                   | 25 avril      | Colton Herta           | Andretti Autosport (3)     | Dallara DW-12 | Honda UAK-18 (10)    | Firestone     | 100           | 290           | 1:51:51         | 96.552                 | Résultats     |               |
| 2022                   | 27 février    | Scott McLaughlin       | Team Penske (11)           | Dallara DW-12 | Chevrolet UAK-18 (8) | Firestone     | 100           | 290           | 1:51:27         | 96.899                 | Résultats     |               |
| 2023                   | 5 mars        | Marcus Ericsson        | Chip Ganassi Racing (2)    | Dallara DW-12 | Honda UAK-18 (11)    | Firestone     | 100           | 290           | 2:05:30         | 86.047                 | Report        |               |
| 2024                   | 10 mars       | Pato O'Ward            | Arrow McLaren (1)          | Dallara DW-12 | Chevrolet UAK-18 (9) | Firestone     | 100           | 290           | 1:51:29         | 96.867                 | Résultats     |               |
| 2025                   | 2 mars        | Álex Palou             | Chip Ganassi Racing (3)    | Dallara DW-12 | Honda UAK-18 (12)    | Firestone     | 100           | 290           | 1:51:08         | 97.173                 | Résultats     |               |

### Palmarès en Indy Lights
En 2010, pour sa première course en Indy Lights, le Français Jean-Karl Vernay s'impose.
En 2012, un deuxième pilote français réédite cette performance : Tristan Vautier. Il réalise même le triplé : pole position, meilleur tour en course et victoire.
| Année | Date                                                  | Vainqueur                                             | Châssis                                               | Moteur                                                |
| ----- | ----------------------------------------------------- | ----------------------------------------------------- | ----------------------------------------------------- | ----------------------------------------------------- |
| 2005  | 3 avril                                               | Marco Andretti                                        | Dallara                                               | Infiniti                                              |
| 2006  | 1er avril                                             | Raphael Matos                                         | Dallara                                               | Infiniti                                              |
| 2006  | 2 avril                                               | Raphael Matos                                         | Dallara                                               | Infiniti                                              |
| 2007  | 31 mars                                               | Alex Lloyd                                            | Dallara                                               | Infiniti                                              |
| 2007  | 1er avril                                             | Alex Lloyd                                            | Dallara                                               | Infiniti                                              |
| 2008  | 5 avril                                               | Raphael Matos                                         | Dallara                                               | Infiniti                                              |
| 2008  | 6 avril                                               | Richard Antinucci                                     | Dallara                                               | Infiniti                                              |
| 2009  | 4 avril                                               | Junior Strous                                         | Dallara                                               | Infiniti                                              |
| 2009  | 5 avril                                               | Junior Strous                                         | Dallara                                               | Infiniti                                              |
| 2010  | 28 mars                                               | Jean-Karl Vernay                                      | Dallara                                               | Infiniti                                              |
| 2011  | 27 mars                                               | Josef Newgarden                                       | Dallara                                               | Honda                                                 |
| 2012  | 24 mars                                               | Tristan Vautier                                       | Dallara                                               | Honda                                                 |
| 2013  | 23 mars                                               | Jack Hawksworth                                       | Dallara                                               | Honda                                                 |
| 2014  | 30 mars                                               | Zach Veach                                            | Dallara                                               | Honda                                                 |
| 2015  | 28 mars                                               | Ed Jones                                              | Dallara                                               | Mazda                                                 |
| 2015  | 29 mars                                               | Ed Jones                                              | Dallara                                               | Mazda                                                 |
| 2016  | 12 mars                                               | Felix Serralles                                       | Dallara                                               | Mazda                                                 |
| 2016  | 13 mars                                               | Felix Rosenqvist                                      | Dallara                                               | Mazda                                                 |
| 2017  | 11 mars                                               | Aaron Telitz                                          | Dallara                                               | Mazda                                                 |
| 2017  | 12 mars                                               | Colton Herta                                          | Dallara                                               | Mazda                                                 |
| 2018  | 10 mars                                               | Patricio O'Ward                                       | Dallara                                               | Mazda                                                 |
| 2018  | 11 mars                                               | Santiago Urrutia                                      | Dallara                                               | Mazda                                                 |
| 2019  | 9 mars                                                | Zachary Claman                                        | Dallara                                               | AER                                                   |
| 2019  | 10 mars                                               | Rinus Veekay                                          | Dallara                                               | AER                                                   |
| 2020  | Courses annulées en raison de la Pandémie de Covid-19 | Courses annulées en raison de la Pandémie de Covid-19 | Courses annulées en raison de la Pandémie de Covid-19 | Courses annulées en raison de la Pandémie de Covid-19 |

### American Le Mans Series
| Saison | Équipe vainqueur LMP1        | Équipe vainqueur LMP2       | Équipe vainqueur GT1         | Équipe vainqueur GT2           |
| Saison | Pilote vainqueur LMP1        | Pilote vainqueur LMP2       | Pilote vainqueur GT1         | Pilote vainqueur GT2           |
| 2007   | #1 Audi Sport North America  | #6 Penske Racing            | #4 Corvette Racing           | #62 Risi Competizione          |
| 2007   | Rinaldo Capello Allan McNish | Sascha Maassen Ryan Briscoe | Oliver Gavin Olivier Beretta | Mika Salo Jaime Melo           |
| 2008   | #2 Audi Sport North America  | #7 Penske Racing            | #4 Corvette Racing           | #71 Tafel Racing               |
| 2008   | Marco Werner Lucas Luhr      | Timo Bernhard Romain Dumas  | Olivier Beretta Oliver Gavin | Dominik Farnbacher Dirk Müller |
| 2009   | #9 Patrón Highcroft Racing   | #15 Lowe's Fernández Racing | Pas d'inscrit                | #45 Flying Lizard Motorsports  |
| 2009   | David Brabham Scott Sharp    | Adrián Fernández Luis Díaz  | Pas d'inscrit                | Patrick Long Jörg Bergmeister  |

### SCCA Trans-Am
- 2003 Scott Pruett